# Craven County
Craven County ist ein County im Bundesstaat North Carolina der Vereinigten Staaten. Der Verwaltungssitz (County Seat) ist New Bern, das nach der Herkunft der meisten Siedler, der Stadt Bern in der Schweiz, benannt wurde.

## Geographie
Das County liegt im Osten von North Carolina, ist im Südosten etwa 35 km vom Atlantik entfernt und hat eine Fläche von 2005 Quadratkilometern, wovon 170 Quadratkilometer Wasserfläche sind. Es grenzt im Uhrzeigersinn an folgende Countys: Beaufort County, Pamlico County, Carteret County, Jones County, Lenoir County und Pitt County.

## Geschichte
Das County wurde am 3. Dezember 1705 als Archdale County gebildet. Im Jahr 1712 erfolgte die Umbenennung auf den heutigen Namen. Ob es nach William Craven, 1. Earl of Craven, einem der ersten Lord Proprietors der Provinz Carolina im Jahr 1663, dem späteren Lord Proprietor William Craven, 2. Baron Craven oder seinem Sohn William Craven, 3. Baron Craven benannt wurde, ist nicht geklärt. Die ersten Siedler waren hauptsächlich Deutsche und Schweizer Einwanderer.

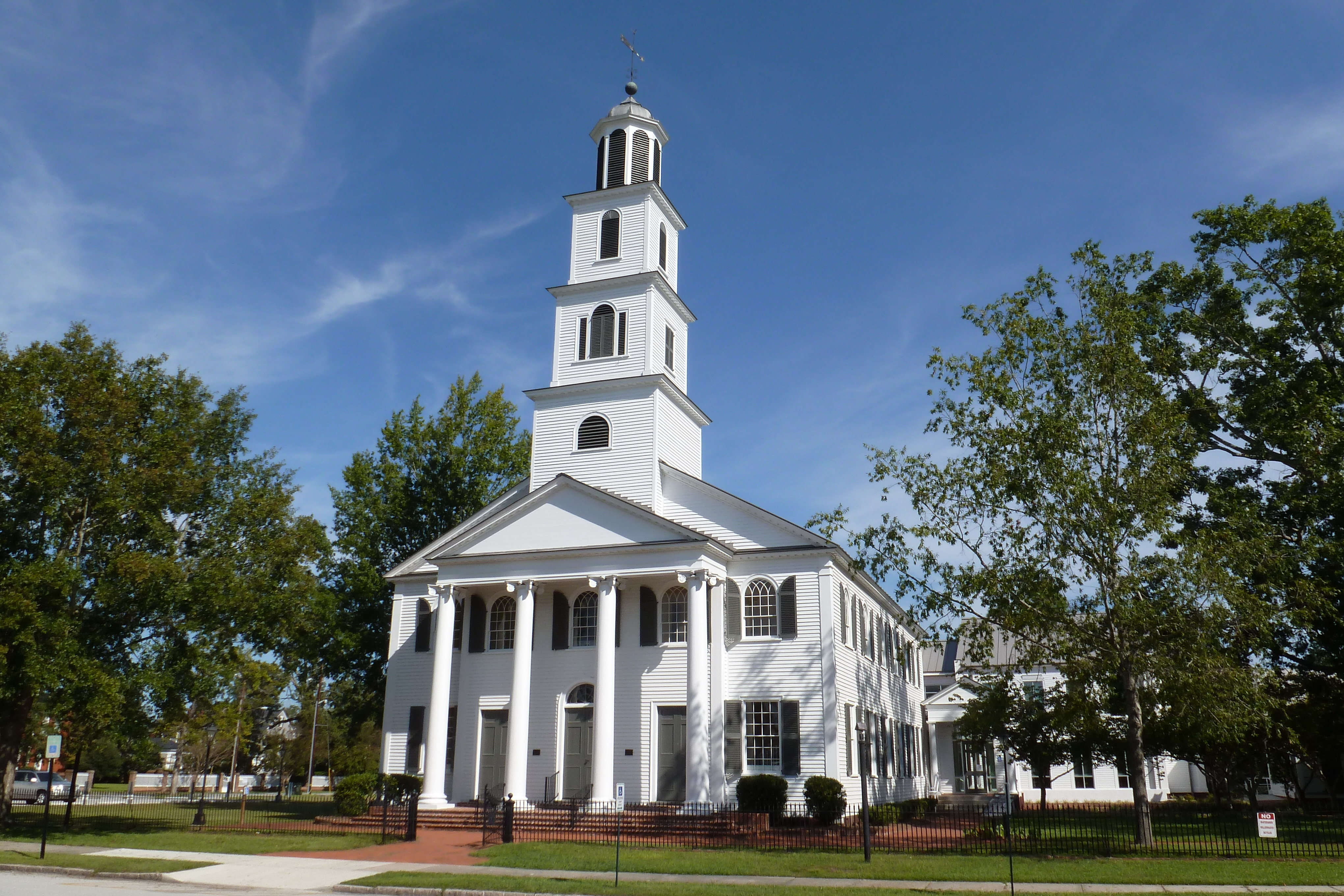
Die First Presbyterian Church and Churchyard (2006) ist einer von 55 Einträgen des Countys im National Register of Historic Places.

55 Bauwerke und Stätten des Countys sind insgesamt im National Register of Historic Places eingetragen (Stand 24. Februar 2018).

## Demografische Daten
Nach der Volkszählung im Jahr 2000 lebten im Craven County 91.436 Menschen. Davon wohnten 5.137 Personen in Sammelunterkünften, die anderen Einwohner lebten in 34.582 Haushalten und 25.071 Familien. Die Bevölkerungsdichte betrug 50 Einwohner pro Quadratkilometer. Ethnisch betrachtet setzte sich die Bevölkerung zusammen aus 69,94 Prozent Weißen, 25,12 Prozent Afroamerikanern, 0,42 Prozent amerikanischen Ureinwohnern, 0,99 Prozent Asiaten, 0,06 Prozent Bewohnern aus dem pazifischen Inselraum und 1,78 Prozent aus anderen ethnischen Gruppen; 1,68 Prozent stammen von zwei oder mehr Ethnien ab. 4,02 Prozent der Bevölkerung waren spanischer oder lateinamerikanischer Abstammung.
Von den 34.582 Haushalten hatten 33,3 Prozent Kinder unter 18 Jahren, die bei ihnen lebten. 56,8 Prozent davon waren verheiratete, zusammenlebende Paare, 12,5 Prozent waren allein erziehende Mütter und 27,5 Prozent waren keine Familien. 23,4 Prozent waren Singlehaushalte und in 8,9 Prozent lebten Menschen mit 65 Jahren oder älter. Die Durchschnittshaushaltsgröße betrug 2,50 und die durchschnittliche Familiengröße war 2,93 Personen.
24,6 Prozent der Bevölkerung waren unter 18 Jahre alt. 12,8 Prozent zwischen 18 und 24 Jahre, 27,9 Prozent zwischen 25 und 44 Jahre, 21,2 Prozent zwischen 45 und 64, und 13,4 Prozent waren 65 Jahre alt oder älter. Das Durchschnittsalter betrug 34 Jahre. Auf alle weibliche Personen kamen 101,9 männliche Personen. Auf alle Frauen im Alter ab 18 Jahren kamen 101,5 Männer.
Das jährliche Durchschnittseinkommen eines Haushalts betrug 35.966 US-$ und das jährliche Durchschnittseinkommen einer Familie betrug 42.574 $. Männer hatten ein durchschnittliches Einkommen von 28.163 $, Frauen 21.412 $. Das Prokopfeinkommen betrug 18.423 $. 13,1 Prozent der Bevölkerung und 9,9 Prozent der Familien lebten unterhalb der Armutsgrenze. 18,5 Prozent von ihnen sind Kinder und Jugendliche unter 18 Jahre und 11,0 Prozent sind 65 Jahre oder älter.